# Frans van Buchem
Franciscus Stephanus Petrus (Frans) van Buchem (Wognum, 30 november 1897 – Tilburg, 1 augustus 1979) was een Nederlandse medicus en hoogleraar die onder meer bekendheid kreeg als ontdekker van de naar hem vernoemde ziekte van Van Buchem. Zijn laatste levensjaren woonde hij in Helmond. Hij was gehuwd met Elisabeth Maria Christina Nuyens (1905-1975).

## Biografie

### Jeugd
Frans van Buchem was geboren op dinsdag 30 november 1897 te Wognum. Zijn ouders waren Gerardus Johannes van Buchem (1864-1925) en Louia Johanna Josepha van Gemert (1866-1944). Van Buchem was het zesde uit een totaal van twaalf kinderen. 
Van Buchem bezocht in Maastricht de Rijks Hogere Burgerschool. Na het behalen van het eindexamen studeerde hij geneeskunde in Leiden.

### Interne Geneeskunde Maastricht 1921-1924
Na zijn artsexamen in 1921 werd hij assistent van Dr. A. Hintzen op de afdeling interne geneeskunde van het ziekenhuis Calvariënberg te Maastricht. In die periode werd de basis gelegd voor zijn onderzoek van de venapols en het elektrocardiogram. Uit deze periode stamt zijn eerste publicatie, samen met dr. A. Hintzen, over diabetes.

### Promotie Leiden 1924
Van Buchem promoveerde op 5 juni 1924 in Leiden op zijn onderzoek dat als titel meekreeg: "De venapols en naar aanleiding daarvan enige beschouwingen over het hartmechanisme". Tijdens zijn studie werkte hij twee jaar als assistent bij prof. dr. J. Boeke (microscopische anatomie). Promotor was prof. dr. Willem Einthoven die op 24 oktober 1924 de Nobelprijs voor de Fysiologie of Geneeskunde ontving voor de ontdekking van het mechanisme van het elektrocardiogram.

### Hoofdassistent Groningen 1925-1929
Na zijn promotie ging Van Buchem naar Groningen, waar hij aanvankelijk als assistent, later als hoofdassistent, bij Polak Daniëls werkte. Hij bekwaamde zich in de röntgenologie, onder leiding van S. Keyser. Naast een aantal klinische publicaties over uiteenlopende onderwerpen, verschenen acht publicaties die betrekking hadden op elektrocardiografisch onderzoek. Tijdens deze periode werd hij in Tilburg tot internist, tevens geneesheer-directeur, benoemd. Onder leiding van de architect Ed Cuypers werd daar het nieuwe St. Elisabeth Ziekenhuis gebouwd. Dit gaf Van Buchem de gelegenheid om vanuit zijn positie in Groningen mee te werken aan de plannen voor het nieuwe ziekenhuis en de uitvoering daarvan. Met de architect maakte hij enige studiereizen naar het buitenland, om zich te oriënteren over ziekenhuisbouw.

### Tilburg 1929-1946
In 1929 begon hij zijn werkzaamheden in Tilburg. Een aantal publicaties uit deze tijd hebben betrekking op de röntgendiagnostiek van slokdarm, maag en dunne darm, en van het skelet. In het midden van de Tweede Wereldoorlog verschijnt de eerste druk van zijn boek "Ziekten van het hart". Zijn onverbiddelijke verzetshouding en zijn positie als internist en directeur van het St. Elisabeth Ziekenhuis, maakten hem tot een vooraanstaand burger van Tilburg. Jarenlang was hij voorzitter van de afdeling Tilburg van de Koninklijke Nederlandsche Maatschappij tot bevordering der Geneeskunst en van de plaatselijke specialistenvereniging. Zijn verdiensten werden erkend in zijn benoeming tot erelid van de afdeling Tilburg.

### Groningen 1946-1959
Op 48-jarige leeftijd werd Van Buchem in Groningen op de leerstoel voor inwendige geneeskunde benoemd. Hij aanvaardde zijn ambt met een inaugurele rede over De pathogenese van de diabetes mellitus.
In 1947 verscheen de tweede druk van zijn "Leerboek over ziekten van hart en bloedvaten", de eerste druk was na één jaar al uitverkocht. In 1950 verscheen Van Buchems tweede boek, getiteld "Diabetes mellitus".

### Urk 1954-1970
In 1954 werd een patiënt uit Urk opgenomen met een ernstige botziekte. Het ziektebeeld paste in geen van de bestaande ziektebeelden en Van Buchem begon een onderzoek. Een zuster van de opgenomen patiënt bleek dezelfde botziekte te hebben. In 1955 verscheen onder de titel "An uncommon familial systemic disease of the skeleton - Hyperostosis corticalis generalisata familiaris", zijn eerste publicatie, samen met Hadders en Ubbens, in de Acta Radiologica over deze twee patiënten. De verdere studie van deze niet eerder beschreven ziekte was een van de twee onderwerpen die de latere jaren van Van Buchems wetenschappelijk onderzoek beheersten. Hij wist velen voor deze nieuwe ziekte te interesseren, o.a. Gaillard en Prick. De nieuwe ziekte kreeg de naam ‘Hyperostosis corticalis generalisata’, ook wel de ziekte van Van Buchem en wordt in de buitenlandse literatuur als Van Buchem(’s) disease aangehaald.

### Zutphen 1960-1974
Het andere onderzoeksveld dat Van Buchem bezighield was de atherosclerose. Dit onderzoek betrof enerzijds de samenstelling van de bloedvetten en in relatie daarmee klinische verschijnselen, anderzijds betrof het een bevolkingsonderzoek over een periode van 14 jaar naar het voorkomen van atherosclerotische hart- en vaatziekten in Zutphen.
Zijn belangstelling voor de bloedlipiden bracht hem in aanraking met Frits Böttcher en samen met hem en enkele anderen heeft hij onderzoek gedaan naar aderverkalking en het aftakelen van de menselijke slagaderen. In 1970 verscheen in de Proceedings van de Akademie een belangrijke bijdrage over de pathogenese.

### Monografie 1976
In 1976 verscheen een afsluitende publicatie: Hyperostosis corticalis generalisata familiaris (Van Buchem's disease).

## Clinicus
Van Buchem was vooral een onderzoeker en clinicus.

## Docent
Het docentschap van Van Buchem was van hetzelfde vakmanschap doortrokken als zijn onderzoek. Uit een leraarsgezin afkomstig, achtte hij het onderwijs geven zeer hoog.

## Bestuurder
Zijn bestuurlijke kwaliteiten kwamen onder meer tot uiting in zijn voorzitterschap van de Nederlandse Vereniging voor Cardiologie en van de Nederlandse Ziektekundige Vereniging, waarvan hij in 1968 tot erelid benoemd werd. Tijdens zijn hoogleraarschap maakte hij vele studiereizen naar de Verenigde Staten, waar hij zich met name op de hoogte stelde van de vorderingen in de cardiologie en de cardiochirurgie. In 1952 werd hij door de World Health Organisation uitgezonden als lid van een internationaal team naar India, Birma en Ceylon, met als opdracht colleges te geven en te adviseren over ontwikkelingen in de cardiologie.

## Vernoeming
De weg die van de Ringbaan Zuid naar het Elisabeth-ziekenhuis aan de Hilvarensbeekseweg in Tilburg leidt, de Prof. van Buchemstraat, is naar hem genoemd.

## lidmaatschappen
De belangrijke positie die de onderzoeker, internist en clinicus Van Buchem in Nederland innam, leidde in 1958 tot zijn benoeming als lid van de Koninklijke Akademie van Wetenschappen. Verder was hij:
- Member of the British Institute of Radiology (1938),
- Member Council on Epidemiology and Prevention
- Member of the International Society of Cardiology
- Honorary Member of the Cardiological Society of India (1953)
- Membre correspondant de la Société Française de Cardiologie
- Fellow of the American College of Chest Physicians
- lid van het Genootschap ter bevordering van de natuur-, genees- en heelkunde te Amsterdam
- lid van de wetenschappelijke afdeling van het Natuurkundig Genootschap te Groningen

## Oeuvre (niet volledig)
Het totale wetenschappelijke oeuvre van Van Buchem omvat een 200-tal publicaties, twee monografieën en twee boeken.
- De venapols en naar aanleiding daarvan enige beschouwingen over het hartmechanisme, proefschrift, 1924
- elektrocardiografisch onderzoek, 8 publicaties, 1925
- de röntgendiagnostiek van slokdarm, maag en dunne darm en van het skelet, meerdere publicaties, 1929
- Ziekten van het hart, 1943
- De pathogenese van de diabetes mellitus, 1946
- Diabetes mellitus, 1950
- An uncommon familial systemic disease of the skeleton - Hyperostosis corticalis generalisata familiaris, publicatie 1955
- Van Buchem, Prick, Jaspar et al.: Hyperostosis corticalis generalisata familiaris (Van Buchem's disease). Amsterdam, Excerpta Medica, 1976. ISBN 9021920700

Onder zijn leiding werden 25 proefschriften bewerkt, waarvan drie het predicaat cum laude verwierven.